# Hipismo nos Jogos Pan-Americanos de 2023 - Adestramento individual
A competição do adestramento individual do hipismo nos Jogos Pan-Americanos de 2023 foi disputada entre 22 e 25 de outubro de 2023 na Escola de Equitação Regimiento Granaderos, em Quillota. Um total de 39 ginetes de 11 Comitês Olímpicos Nacionais (CON) participaram do evento.

## Calendário
Horário local (UTC−3).
| Data          | Hora  | Fase                                             |
| ------------- | ----- | ------------------------------------------------ |
| 22 de outubro | 11:00 | Prix St-Georges / Grand Prix                     |
| 23 de outubro | 11:00 | Intermediária I / Grand Prix Special             |
| 25 de outubro | 11:00 | Intermediária I Freestyle / Grand Prix Freestyle |

## Medalhistas
| Ouro   | ECU Julio Mendoza Loor com Jewell's Goldstrike |
| Prata  | BRA João Victor Oliva com Feel Good VO         |
| Bronze | USA Anna Marek com Fire Fly                    |

## Resultados
A primeira rodada da competição individual de adestramento foi a Prix St-Georges (Grand Prix), onde cada ginete executa uma série de movimentos obrigatórios com o cavalo. Cinco juízes avaliam a dupla, atribuindo notas entre 0 e 10 para cada elemento. As pontuações dos juízes são calculadas para dar uma pontuação final para a dupla.
A segunda rodada consistiu na Intermediária I (Grand Prix Special), de maior grau de dificuldade. Os melhores colocados avançam para a Intermediária I Freestyle (Grand Prix Freestyle), sendo que cada CON estava limitado a três duplas avançando. Nessa terceira rodada, os competidores elaboram sua própria coreografia com música. Os juízes dessa rodada avaliam o mérito artístico da apresentação e da música, bem como os aspectos técnicos do adestramento. As pontuações finais são baseadas na média dos resultados do Grand Prix Special e Grand Prix Freestyle.

### Qualificação
| Pos. | Ginete                    | CON                      | Cavalo               | PSG / GP | PSG / GP | Int I / GPS | Int I / GPS | Total   | Notas |
| Pos. | Ginete                    | CON                      | Cavalo               | Pontos   | Pos.     | Pontos      | Pos.        | Total   | Notas |
| ---- | ------------------------- | ------------------------ | -------------------- | -------- | -------- | ----------- | ----------- | ------- | ----- |
| 1    | João Victor Oliva         | BRA Brasil               | Feel Good VO         | 76.479   | 1        | 78.362      | 2           | 154.841 | Q     |
| 2    | Sarah Tubman              | USA Estados Unidos       | First Apple          | 76.065   | 2        | 76.872      | 3           | 152.937 | Q     |
| 3    | Julio Mendoza Loor        | ECU Equador              | Jewell's Goldstrike  | 73.935   | 5        | 78.617      | 1           | 152.552 | Q     |
| 4    | Renderson de Oliveira     | BRA Brasil               | Fogoso Campline      | 75.304   | 3        | 74.936      | 5           | 150.240 | Q     |
| 5    | Anna Marek                | USA Estados Unidos       | Fire Fly             | 74.891   | 4        | 74.489      | 7           | 149.380 | Q     |
| 6    | Christian Simonson        | USA Estados Unidos       | Son of a Lady        | 73.382   | 6        | 74.971      | 4           | 148.353 |       |
| 7    | Yvonne Losos de Muñiz     | DOM República Dominicana | Aquamarijn           | 72.326   | 10       | 73.277      | 8           | 145.603 | Q     |
| 8    | Svenja Grimm              | CHI Chile                | Doctor Rossi         | 73.217   | 8        | 72.340      | 9           | 145.557 | Q     |
| 9    | Codi Harrison             | USA Estados Unidos       | Katholt's Bossco     | 73.305   | 7        | 71.957      | 11          | 145.262 | Q     |
| 10   | Naïma Moreira-Laliberté   | CAN Canadá               | Statesman            | 72.739   | 9        | 72.021      | 10          | 144.760 | Q     |
| 11   | Camille Carier-Bergeron   | CAN Canadá               | Sound of Silence 4   | 67.565   | 20       | 74.511      | 6           | 142.076 | Q     |
| 12   | Beatrice Boucher          | CAN Canadá               | Summerwood's Limei   | 71.147   | 11       | 70.471      | 14          | 141.618 |       |
| 13   | Mathilde Tétreault        | CAN Canadá               | Fedor                | 70.391   | 12       | 71.128      | 12          | 141.519 | Q     |
| 14   | Virginia Yarur            | CHI Chile                | Ronaldo              | 68.674   | 15       | 71.000      | 13          | 139.674 |       |
| 15   | Micaela Mabragaña         | ARG Argentina            | Bradley Cooper       | 68.130   | 16       | 70.447      | 15          | 138.577 | Q     |
| 16   | Mario Vargas              | CHI Chile                | Kadiene              | 68.029   | 17       | 70.412      | 16          | 138.441 | Q     |
| 17   | Manuel Tavares de Almeida | BRA Brasil               | Rosa Belle           | 69.369   | 13       | 68.894      | 17          | 138.263 |       |
| 18   | Carolina Córdoba Wolf     | MEX México               | Johnny Cash          | 69.059   | 14       | 68.441      | 21          | 137.500 | Q     |
| 19   | Paulo César dos Santos    | BRA Brasil               | Fidel Da Sasa JE     | 67.804   | 19       | 68.638      | 18          | 136.442 | Q     |
| 20   | Patricia Ferrando         | VEN Venezuela            | Honnaisseur SJ       | 66.956   | 22       | 68.553      | 19          | 135.509 | Q     |
| 21   | Gabriel Martín Armando    | ARG Argentina            | San Rio              | 66.935   | 23       | 68.447      | 20          | 135.382 |       |
| 22   | Carlos Maldonado Lara     | MEX México               | Frans                | 67.823   | 18       | 66.971      | 25          | 134.794 | Q     |
| 23   | María Aponte              | COL Colômbia             | Lord of the Dance    | 65.882   | 28       | 67.294      | 23          | 133.176 | Q     |
| 24   | María José Granja         | ECU Equador              | Emiliano AP          | 66.294   | 25       | 66.382      | 26          | 132.676 |       |
| 25   | María Ugryumova           | MEX México               | Impaciente PH        | 64.978   | 32       | 67.596      | 22          | 132.574 | Q     |
| 26   | Andrea Vargas             | COL Colômbia             | Homerus P            | 65.294   | 29       | 67.235      | 24          | 132.529 |       |
| 27   | Juliana Gutiérrez         | COL Colômbia             | Flanissimo           | 66.029   | 26       | 66.059      | 28          | 132.088 |       |
| 28   | Fiorella Mengani          | ARG Argentina            | Assirio D Atela      | 66.544   | 24       | 65.447      | 29          | 131.991 |       |
| 29   | Carlos Fernández          | CHI Chile                | Heroe XXV            | 64.765   | 33       | 66.147      | 27          | 130.912 |       |
| 30   | Santiago Cardona          | COL Colômbia             | Dostokewski          | 65.088   | 31       | 65.206      | 30          | 130.294 |       |
| 31   | Carolin Mallmann          | URU Uruguai              | Grison               | 67.196   | 21       | 62.766      | 33          | 129.962 |       |
| 32   | Marcos Ortiz              | MEX México               | Gentil               | 66.000   | 27       | 62.447      | 34          | 128.447 |       |
| 33   | Stephanie Engstrom Koch   | DOM República Dominicana | Resperanzo           | 65.118   | 30       | 62.794      | 32          | 127.912 |       |
| 34   | María Florencia Manfredi  | ARG Argentina            | Hand Up Chaparrita Z | 63.353   | 35       | 63.529      | 31          | 126.882 |       |
| 35   | Ramón Beca                | URU Uruguai              | Darro Do Sobral      | 63.435   | 34       | 60.468      | 35          | 123.903 |       |
|      | Carolina Espinosa         | ECU Equador              | Findus K             | EL       | EL       | EL          | EL          | EL      | EL    |

### Final
| Pos.              | Ginete                  | CON                      | Cavalo              | Total GPF |
| ----------------- | ----------------------- | ------------------------ | ------------------- | --------- |
| Medalha de ouro   | Julio Mendoza Loor      | ECU Equador              | Jewell's Goldstrike | 87.230    |
| Medalha de prata  | João Victor Oliva       | BRA Brasil               | Feel Good VO        | 86.160    |
| Medalha de bronze | Anna Marek              | USA Estados Unidos       | Fire Fly            | 81.305    |
| 4                 | Sarah Tubman            | USA Estados Unidos       | First Apple         | 81.155    |
| 5                 | Renderson de Oliveira   | BRA Brasil               | Fogoso Campline     | 80.095    |
| 6                 | Codi Harrison           | USA Estados Unidos       | Katholt's Bossco    | 79.230    |
| 7                 | Camille Carier-Bergeron | CAN Canadá               | Sound of Silence 4  | 78.915    |
| 8                 | Svenja Grimm            | CHI Chile                | Doctor Rossi        | 78.335    |
| 9                 | Yvonne Losos de Muñiz   | DOM República Dominicana | Aquamarijn          | 77.570    |
| 10                | Naïma Moreira-Laliberté | CAN Canadá               | Statesman           | 77.130    |
| 11                | Patricia Ferrando       | VEN Venezuela            | Honnaisseur SJ      | 75.255    |
| 12                | Mathilde Tétreault      | CAN Canadá               | Fedor               | 74.195    |
| 13                | Micaela Mabragaña       | ARG Argentina            | Bradley Cooper      | 72.995    |
| 14                | María Ugryumova         | MEX México               | Impaciente PH       | 72.565    |
| 15                | Paulo César dos Santos  | BRA Brasil               | Fidel Da Sasa JE    | 71.175    |
| 16                | Mario Vargas            | CHI Chile                | Kadiene             | 71.025    |
| 17                | Carolina Córdoba Wolf   | MEX México               | Johnny Cash         | 70.945    |
| 18                | María Aponte            | COL Colômbia             | Lord of the Dance   | 70.400    |
| 19                | Carlos Maldonado Lara   | MEX México               | Frans               | 63.905    |